# Lepanthes agglutinata
Lepanthes agglutinata är en orkidéart som beskrevs av Carlyle August Luer. Lepanthes agglutinata ingår i släktet Lepanthes och familjen orkidéer. Inga underarter finns listade i Catalogue of Life.